# Syndrom podvodníka

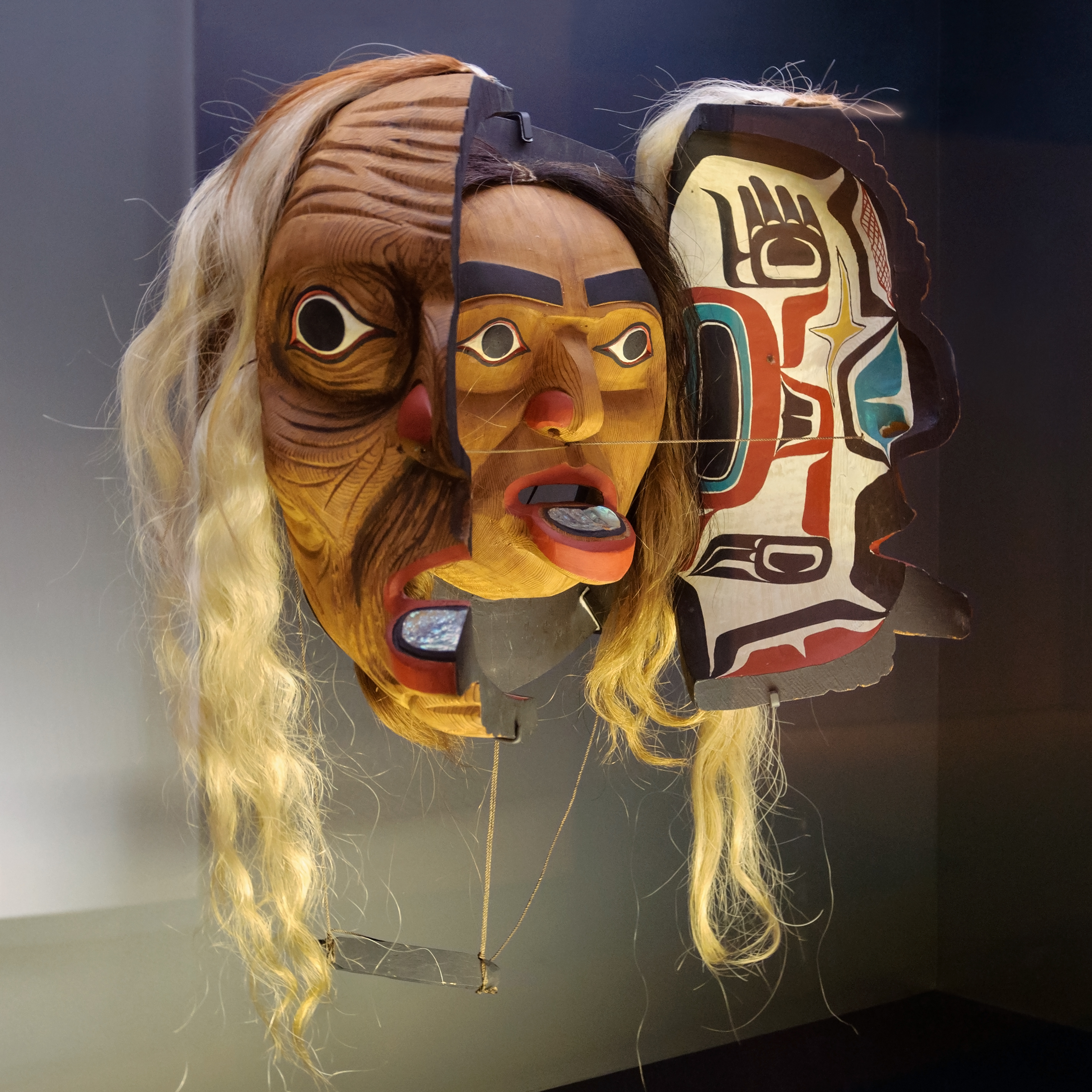
Je běžné, že podvodníci cítí, že jejich pravá identita bude odhalena pod jejich smyšlenou podvodnou maskou

Syndrom podvodníka (angl. impostor syndrome či impostorism) je psychologický jev, při kterém jednotlivec pochybuje o svých dovednostech, talentu nebo úspěších a má přetrvávající vnitřní strach z toho, že bude odhalen jako podvodník. Navzdory jasným důkazům o jejich kompetenci ti, kteří tento syndrom zažívají, nevěří, že si zaslouží svůj úspěch nebo štěstí. Pro impostory není jejich úspěch nikdy naplňující. Věří, že není zasloužený a že ho dosáhli jen díky tomu, že byli ve správný čas na správném místě nebo měli štěstí. Mohou to nesprávně připisovat Matoušovu efektu nebo si mohou myslet, že klamou ostatní, protože mají pocit, že nejsou tak inteligentní, jak se navenek představují. Syndrom podvodníka může pramenit nebo vést k napjatým osobním vztahům, také může bránit postiženým v dosažení jejich plného potenciálu v oblastech jejich zájmu.
Když poprvé vznikl koncept a pojmenování impostor syndromu, psychologové věřili, že je běžný hlavně u žen, které dosáhly vysokých úspěchů či výsledků. Další výzkum ukázal, že postihuje i muže. Dnes už víme, že podíl postižených je víceméně rovnoměrně rozdělen mezi pohlaví. Jedinci se syndromem podvodníka mají často další problémy s duševním zdravím. Ovšem syndrom podvodníka není označován za psychickou poruchu.

## Definice
Termín impostor syndrom byl poprvé zaveden v článku „The Impostor Phenomenon in High Achieving Women: Dynamics and Therapeutic Intervention]“ od Pauline R. Clancové a Suzanne A. Imesové, publikovaném v roce 1978. Tyto dvě psycholožky ho definovaly jako „vnitřní pocit vědomostní falešností“. Jejich výzkum byl v počátcích zaměřen hlavně na ženy ve vysokém školství nebo odborném průmyslu.
Clance a Imes zkoumali přibližně 150 žen, z nichž jedna třetina byla zapojena do psychoterapie z jiných důvodů než syndrom podvodníka a dvě třetiny znaly z vlastních přednášek nebo skupinových terapií. Všechny účastnice byly buď ženy s PhD, ženy respektované v odborných kruzích či studentky uznávané pro své akademické úspěchy. Tyto ženy však i přes své zasloužené tituly, ocenění, vysoké skóre ve standardizovaných testech a další úspěchy nedokázaly internalizovat pocit úspěchu a popisovaly se jako „podvodnice“, v anglickém jazyce „impostor“. Navzdory konstantní vnější validaci jejich úspěchů, ať už ústní nebo v podobě titulů či certifikátů, ženám chybělo vlastní vnitřní uznání. Když byly dotazovány na svůj úspěch, některé to připisovaly štěstí, zatímco jiné věřily, že lidé přeceňují jejich schopnosti. 
Z této studie vyšlo najevo, že toto mentální sebepojetí se vyvinulo z faktorů, jako jsou: gendrové stereotypy, rodinné problémy, společenské normy a další. Ženy ve studii zaznamenaly projevy syndromu podvodníka jako: úzkost, nedostatek sebevědomí, deprese, a frustrace související s neschopností splnit vlastní standardy úspěchu."

## Psychopatologie
Někteří jedinci se syndromem podvodníka si nechtějí přiznat, že mají problém se svým mentálním zdravím. Považují se za „méně nemocné“ než jejich vrstevníci či jiní duševně nemocní lidé. Přičemž uvádějí, že nedostatek závažných příznaků je známkou nepřítomnosti nebo menšího základního problému. Lidé s tímto smýšlením nevyhledávají odbornou psychologickou pomoc, protože jim jejich problémy nepřipadají závažné či důležité.
Syndrom podvodníka je studován jako reakce na konkrétní stimuly a události. Je to prožitek, pocit, který se vyskytuje u jednotlivců, není definován jako duševní porucha. Tento syndrom není rozpoznán v DSM nebo ICD, ačkoli oba tyto klasifikační systémy uznávají nízké sebevědomí a pocit selhání jako související příznaky deprese. 

## Měření syndromu podvodníka
První stupnice určená k měření charakteristik syndromu podvodníka, nazvaná Clance Impostor Phenomenon Scale (CIPS), byla navržena Clancovou v roce 1985. Škálu lze použít k určení, zda jsou u jedince přítomny znaky strachu a do jaké míry. Důvody strachu zahrnují: strach z hodnocení, strach z nepokračujícího úspěchu a strach z toho, že nebudu tak schopný jako ostatní. Charakteristiky syndromu podvodníka, jako je sebevědomí jednotlivců a jejich pohled na to, jak dosahují úspěchu, jsou měřeny CIPS. 
Clance ve svém článku z roku 1985 vysvětluje, že syndrom podvodníka lze rozlišit podle následujících šesti charakteristik, z nichž jedinec, který trpí syndromem podvodníka, musí zažívat alespoň dvě.
1. cyklus podvodníka
2. potřeba být nejlepší nebo speciální
3. charakteristika supermana/superwoman
4. strach z neúspěchu
5. popírání schopností a odmítání pochvaly
6. pocit strachu a viny z úspěchu

## Výskyt
Odhaduje se, že téměř 70 % lidí zažije alespoň jednou v životě známky a příznaky syndromu podvodníka. Výzkum ukazuje, že syndrom není neobvyklý pro studenty, kteří vstupují do nového akademického prostředí. Pocit nejistoty může přijít v důsledku neznámého, nového prostředí. To může vést k nižšímu sebevědomí a víře ve vlastní schopnosti. 

### Genderové rozdíly
Clancová a Imesová ve svém článku z roku 1978 uvedly, že na základě jejich klinické zkušenosti se syndrom vyskytuje u mužů méně než u žen. Nejnovější výzkumy však většinou zjistily, že syndrom se šíří rovnoměrně mezi muži i ženami. Výzkum ukázal, že ženy běžně čelí tomuto syndromu, pokud jde o výkon. Vnímání kompetentnosti a moci se projevuje tím, že překonává ostatní. U mužů je fenomén podvodníků často poháněn strachem z toho, že budou neúspěšní nebo že nebudou dost dobří. 

### Prostředí
Impostorism se může projevovat v různých prostředích. Jedná se například o nové prostředí, akademické prostředí, pracoviště, sociální interakce a mezilidské vztahy (platonické nebo romantické).
V mezilidských vztazích mají lidé se syndromem podvodníka obvykle pocit, že nesplňují očekávání svých přátel nebo milovaných. Myslí si, že si náklonnost svých blízkých získali jejich oklamáním. Prožívají pocity, že nejsou hodní lásky nebo že si nezaslouží vztahy, které mají.
Existují empirické důkazy, které demonstrují negativní účinky impostor syndromu na studenty. Obavy a emoce, které studenti cítili, měly přímý dopad na jejich výkon.
Běžně se impostor syndrom vyskytoval v podobě pocitu akademické nepřipravenosti (např. na zkoušku) zejména ve srovnáni s ostatními, zpochybňování důvodů, na základě kterých byli na školu přijati, a znehodnocování pochval, ocenění a dobrých známek, které nepřipisovali svým osobním schopnostem či inteligenci, ale štěstí a náhodě.
Tigranyan a kol. (2021) zkoumali, jak syndrom podvodníka souvisí se studenty doktorátu psychologie. Účelem studie bylo prozkoumat vztah syndromu podvodníka k perfekcionistickým sebepojetím, depresi, úzkosti, motivům úspěchu, sebeúčinnosti, sebesoucitu a sebeúctě u doktorandů klinické a poradenské psychologie. Dále se tento výzkum snažil prozkoumat, jak syndrom zasahuje do akademického a praktického výkonu těchto studentů. Zahrnuto bylo 84 studentů psychologie a byli instruováni, aby odpověděli na online průzkum. 88 % studentů v průzkumu uvedlo alespoň střední zkušenosti s projevy syndromu.

### Spojení a původ
Výzkum ukázal návaznost následujících faktorů na syndrom podvodníka:
- očekávání rodiny[16]
- nadměrně chránící rodič(e)[17]
- rasové identity[16]
- druh atribuce
- úzkost[19]
- deprese[19]
- nízké sebevědomí[19]
- perfekcionismus[18]
- velká míra introspektivity[3]

Uvedené faktory se vzájemně nevylučují. Obvykle se příznaky prolínají. Syndrom podvodníka však většinou doprovází duševní poruchy.
U jedinců s tímto syndromem pocity viny často vedou ke strachu z úspěchu. Následují příklady běžných představ, které vedou k pocitům viny a posilují tento syndrom.
- dobré vzdělání, které získali
- uznání jejich úspěchu
- přesvědčení, že není správné být v lepší situaci než ostatní
- označuje se či je označován jako: [16]
  - „ten chytrý“
  - „ten talentovaný“
  - „ten zodpovědný“
  - „ten citlivý“
  - „ten dobrý“

## Zvládnutí a odstranění
Clance a Imes ve svém článku z roku 1978 navrhly terapeutický přístup, který použily pro své účastníky nebo klienty trpící syndromem. Tato technika je založena na skupině lidí, kde se jednotlivci setkávají s ostatními lidmi s IS. Výzkumníce vysvětlily, že skupinová setkání měla významný dopad na jejich účastníky. Vysvětlovaly si to tak, že účastníci si uvědomili, že nejsou jediní, kteří tyto pocity zažívají. Jednotlivci také plnili různé domácí úkoly. V jednom z nich si museli vzpomenout na všechny lidi, o kterých si mysleli, že je někdy oklamali nebo napálili. V dalším si zapisovali pozitivní zpětnou vazbu či hodnocení, které obdrželi. Později si museli vzpomenout, proč toto ohodnocení dostali a co je přimělo ho vnímat v negativním světle.
Ve skupinových sezeních vědkyně také nechaly účastníky změnit běžné myšlenky a představy o výkonu. Příkladem může být : „Tuhle zkoušku možná nezvládnu“ na „Tuhle zkoušku zvládnu skvěle“.
Vědkyně dospěly k závěru, že pouhé odstranění sebepochybností před tím, než k události dojde, pomáhá eliminovat pocity podvodníka. Bylo doporučeno, aby jednotlivci, kteří se potýkají s tímto syndromem, vyhledali podporu u přátel a rodiny. Ačkoli impostor syndrom není uznávanou  mentální poruchou, je to zkreslený systém přemýšlení a přesvědčení o sobě samém, který může mít velký podíl na špatném určování své vlastní hodnoty. Mimo akademickou literaturu se impostorism stal široce diskutovaným, zejména v souvislosti s úspěchem na pracovišti. Možná proto, že se, navzdory rozsáhlé odborné i laické literatuře, nejedná o oficiálně uznanou klinickou diagnózu. Ačkoli byl proveden kvalitativní přehled, nebyl nikdy publikován systematický přehled literatury o IS. Lékařům tedy chybí důkazy o prevalenci, komorbiditách a osvědčených postupech pro diagnostiku a léčbu impostor syndromu.
Další výzkumy o impostor syndromu zdůrazňují důležitost pojmu vlastní hodnoty. Jednotlivci, kteří žijí s IS, si běžně svoji sebeúctu a sebehodnotu vytvářejí na základě názorů ostatních lidí. Hlavním účelem těchto jiných terapeutických výzkumů je oddělení sebeúcty od sebehodnoty a napravení vytváření si těchto pojmů o sobě. 
Ve studii z roku 2013 výzkumnice Queena Hoang navrhla, že vnitřní motivace může snížit pocity podvodu, které jsou běžné u jednotlivců s IS. Hoang také navrhla, že zavedení mentorského programu pro nové nebo nastupující studenty minimalizuje pocity pochybností studentů. Mít mentora, který prošel programem/školou, pomůže, aby se studenti cítili podporováni. To umožňuje mnohem plynulejší a méně zdrcující přechod do nových akademických institucí.
Impostor syndrom lze řešit mnoha druhy psychoterapie. Skupinová psychoterapie je obzvláště běžný a účinný způsob, jak zmírnit IS.

## Osobnosti se syndromem podvodníka

Maya Angelou: „Napsala jsem 11 knih, ale pokaždé si pomyslím: 'Uh, teď to zjistí. Na každého jsem to hrála a teď mě všichni odhalí“.

Známé osobnosti, které prožily syndrom podvodníka:
- Riz Ahmed[27]
- Maya Angelou[26]
- Jacinda Ardernová[28]
- Mike Cannon-Brookes[29]
- Tommy Cooper[30]
- Neil Gaiman[31] [32]
- Tom Hanks[33]
- Chuck Lorre[34]
- Michelle Obama[35]
- Michelle Pfeiffer[36]
- Sonia Sotomayor[37]
- Nicola Sturgeon[38]
- David Tennant[39]
- Emma Watsonová[40]
- Matty Healy[41]
- Thom Yorke[42]
- Lando Norris[43]
- André 3000[44]

## Související pojmy
- Dunningův–Krugerův efekt – kognitivní zkreslení, při kterém lidé s podprůměrnými schopnostmi (vysokými i nízkými) nepřesně odhadují své vlastní schopnosti.
- Vysvětlovací styl – způsob, jakým si lidé obvykle vysvětlují události.
- Iluzorní nadřazenost – kognitivní zkreslení, při němž člověk přeceňuje své vlastní vlastnosti a schopnosti
- Vnitřní kritika
- „Fakin' It“ (píseň Simona a Garfunkela) – popová/rocková píseň z 60. let 20. století na toto téma
- Jonášův komplex – strach z úspěchu, který brání realizaci vlastního potenciálu
- Fenomém úzkosti z knihovny
- Myšlení a mindset
- Pozér
- Nastavení se na neúspěch
- Syndrom vysokého máku – aspekty kultury, kdy lidé s vysokým statusem pociťují nelibost nad tím, že byli vnímáni jako nadřazení svým vrstevníkům
- Komplex méněcennosti